# Wotton-under-Edge
Pour les articles homonymes, voir Wotton.
Wotton-under-Edge est un bourg anglais situé dans le district de Stroud et le comté du Gloucestershire. En 2011, il comptait 5 627 habitants.
Wotton-under-Edge est situé dans le sud des Cotswolds, à 8 km de l'autoroute M5.
La localité est connue pour son Ancient Ram Inn (en), une ancienne auberge classé datant de 1145, réputée comme l'un des lieux les plus hantés du pays.